# Dietrich VIII. von Gemmingen
Dietrich VIII. von Gemmingen († 4. Januar 1542) war Grundherr in Steinegg und Tiefenbronn.

## Leben
Er war ein Sohn des Bernhard von Gemmingen († 1518) und der Anna Truchsessin von Buchishausen aus der Linie Steinegg der Freiherren von Gemmingen. Sein Geburtsjahr ist nicht überliefert, er war aber schon 1504 erwachsen, als er in der bayrischen Fehde den Fehdebrief gegen die Pfalz mit unterschrieb.
Er erwarb gemeinsam mit seinem Bruder Otto Besitz im heutigen Enzkreis. 1519 teilten Otto und Dietrich das väterliche Erbe und den sonstigen Besitz auf, wobei Otto Heimsheim und Mühlhausen bekam, während Dietrich Steinegg und Tiefenbronn zufiel. 
1536 erwarb er ein Haus im Predigergässlein in Pforzheim. Dieses Haus erwarb später die markgräfliche Regierung und bestimmte es zur Diakonatswohnung. 1538 verglich sich Dietrich mit Markgraf Ernst wegen des Laufs der Mumbach durch die Güter in Neuhausen.
Sein Grabmal ist in der Kirche St. Maria Magdalena in Tiefenbronn erhalten.

## Familie
Er war ab 1510 verheiratet mit Katharina von Neuhausen (1481–1563). Er ist Stammvater des 1. Astes (Steinegg) der Gemmingen-Steinegg.
Nachkommen:
- Wolf Dietrich († 1522), starb im Alter von 10 Jahren
- Eitel Dietrich (1513–1568) ⚭ Ursula von Ehingen, Amalia Adelmann von Adelmannsfeld († 1563)
- Magdalena ⚭ Jakob von Ehingen
- Katharina ⚭ Samson von Stein vom Rechtenstein
- Dorothea ⚭ Engelhard von Kaltenthal zu Oßweil
- Bernhard († 1546), Kanoniker in Bruchsal
- Haug Dietrich, erscheint 1543 beim Verkauf des Hauses in Pforzheim, starb bald danach
- Dietrich IX. (1517–1586) ⚭ Lia von Schellenberg († 1564), Agathe Reuß von Reußenstein († 1575)